# Roberta (1935.)
Roberta je glazbeni film kojeg je 1935. izdala filmska kuća RKO. U glavnim ulogama nastupaju Irene Dunne, Fred Astaire, Ginger Rogers i Randolph Scott. Film je adaptacija istoimenog broadwayskog mjuzikla koji se, pak, temelji na romanu Robertine haljine spisateljice Alice Duer Miller.
Film je iz predstave preuzeo poznate pjesme "Yesterdays" i "Smoke Gets in Your Eyes", ali je dvije ("The Touch of Your Hand" i "You're Devastating") zamijenio pjesmama "I Won't Dance" i "Lovely to Look At" koje su postale toliko popularne da su danas uvijek uključene u sve ponovne postave Roberte.
Roberta je jedini Astaire-Rogers film koji je doživio preradu, izdala ga je 1952. filmska kuća MGM pod nazivom Lovely to Look at.

## Vanjske poveznice
- Roberta at IMDB
- Roberta na Film Page, Reel Classics - info, photos, sound clips